# Décès en 1958
Décès
- 1954
- 1955
- 1956
- 1957
- 1958
- 1959
- 1960
- 1961
- 1962

Cet article présente une liste de personnalités mortes au cours de l'année 1958.

Les mois de l'année font également l'objet de listes spécifiques :

## Décès par mois

### Janvier
- 1er janvier : Edward Weston, photographe américain (° 24 mars 1886).
- 9 janvier : Martti Similä, pianiste, chef d'orchestre, compositeur, directeur de théâtre, chanteur et acteur finlandais (° 9 avril 1898).
- 11 janvier : Pablo Alborno, ethnographe et peintre paraguayen (° 7 juin 1875).
- 12 janvier : Griff Barnett, acteur américain (° 12 novembre 1884).
- 14 janvier : René de Saint-Delis, peintre français (° 26 novembre 1876).
- 16 janvier : Aubrey Mather, acteur britannique  (° 17 décembre 1885).
- 25 janvier : Cemil Topuzlu, médecin et homme politique ottoman puis turc (° 18 mars 1868).
- 29 janvier : Léon Rudnicki, peintre, illustrateur et décorateur français (° 28 juillet 1873).
- 30 janvier :
  - Jean-Joseph Crotti, peintre suisse (° 24 avril 1878).
  - Ernst Heinkel, constructeur d'avions allemand (° 24 janvier 1888).

### Février
- 2 février : Walter Kingsford, acteur britannique (° 20 septembre 1882).
- 3 février : Paul Delaunay, médecin, botaniste et historien français (° 16 février 1878).
- 4 février : Monta Bell, acteur, réalisateur et producteur de cinéma américain (° 5 février 1891).
- 6 février :
  - René Maxime Choquet, peintre et sculpteur français (° 1872}).
  - Mark Jones, footballeur anglais (° 15 juin 1933).
- 9 février :
  - Alphonse Chanteau, peintre français (° 13 mai 1874).
  - Henriette Crespel, peintre française (° 17 mai 1874).
  - Alejandro Fombellida, coureur cycliste espagnol (° 27 mars 1918).
- 10 février :
  - Raymond Buchs, peintre suisse (° 26 mai 1878).
  - Valère Ollivier, coureur cycliste belge (° 28 septembre 1921).
- 11 février : Florenz Ames, acteur américain (° 6 janvier 1883).
- 12 février : Marcel Cachin, homme politique français (° 20 septembre 1869).
- 13 février :
  - Aymé Kunc, compositeur français, directeur du conservatoire de musique de Toulouse (° 20 janvier 1877).
  - Georges Rouault, peintre français (° 27 mai 1871).
- 14 février : Giuseppe Bozzalla, peintre italien (° 2 mars 1874).
- 15 février :
  - William Burke, acteur, réalisateur et producteur américain (° 1903).
  - Charles Mendl,  acteur de cinéma et diplomate britannique (° 14 décembre 1871).
- 18 février :
  - Maurice Boudot-Lamotte, peintre et collectionneur français (° 30 mai 1878).
  - Adrian Brunel, réalisateur, scénariste, acteur, monteur et producteur britannique (° 4 septembre 1892).
  - Luigi Spazzapan, peintre italien (° 18 avril 1889).
- 20 février : Isidor Philipp, pianiste, pédagogue et compositeur français d'origine hongroise (° 2 septembre 1863).
- 21 février : Henryk Arctowski, géologue, océanographe et météorologue polonais (° 15 juillet 1871).
- 22 février : Mathurin Méheut, peintre et illustrateur français (° 21 mai 1882).
- 23 février : Oszkár Glatz, peintre naturaliste hongrois (° 13 octobre 1872).

### Mars
- 1er mars : Giacomo Balla, peintre et sculpteur italien (° 18 juillet 1871).
- 6 mars : Roger Godchaux, peintre, dessinateur et sculpteur animalier français (° 21 décembre 1878).
- 10 mars : Jack McCarthy, footballeur international irlandais (1898).
- 12 mars : Bill Barnard, homme politique néo-zélandais (° 29 janvier 1886).
- 17 mars :
  - Georges Dutriac, peintre et illustrateur français (° 17 novembre 1866).
  - Henry Malherbe, écrivain français (° 4 février 1887).
- 28 mars :
  - William Christopher Handy, chanteur et compositeur de blues américain (° 16 novembre 1873).
  - Aladár Rácz, musicien hongrois, joueur de cimbalom (° 28 février 1886).
- 30 mars : Charles Humbert, peintre, illustrateur et bibliophile suisse (° 4 mars 1891).

### Avril
- 5 avril :
  - Ásgrímur Jónsson, peintre islandais (° 4 mars 1876).
  - Pé Verhaegen, coureur cycliste belge (° 20 février 1902).
- 8 avril : Gabriel Cabannes, avocat, écrivain et biographe français (° 10 octobre 1866).
- 9 avril : José Manuel Ribeiro da Silva, coureur cycliste portugais (° 16 février 1935).
- 10 avril : Henri Borde, peintre et sculpteur français (° 4 septembre 1888).
- 11 avril : Konstantine Iouon, peintre et théoricien de l'art russe puis soviétique (° 24 octobre 1875).
- 16 avril : Rosalind Franklin, physico-chimiste britannique (° 25 juillet 1920).
- 18 avril :
  - Maurice Gamelin, militaire français (° 20 septembre 1872).
  - Charles Perron, peintre français (° 22 août 1893).
- 20 avril : René Vermandel, coureur cycliste belge (° 23 mars 1893).
- 23 avril : Léon Devos, coureur cycliste belge (° 17 janvier 1896).
- 25 avril : Iosif Iser, peintre roumain d'origine israélienne (° 21 mai 1881).

### Mai
- 7 mai : Theodoor van Erp, militaire, graveur, peintre, dessinateur et archéologue néerlandais (° 26 mars 1874).
- 8 mai : Friedrich Gnaß, acteur allemand (° 13 novembre 1892).
- 11 mai : Charles-René Darrieux, peintre français (° 17 juillet 1879).
- 15 mai : Edwin L. Hollywood, réalisateur américain (° 9 octobre 1892).
- 17 mai : Robert Dessales-Quentin, peintre paysagiste et aquarelliste français (° 25 août 1885).
- 19 mai : Ronald Colman, acteur et scénariste britannique (° 9 février 1891).
- 20 mai : Varvara Stepanova, peintre, dessinatrice, designer, poète, typographe et décoratrice de théâtre russe (° 5 novembre 1894).
- 21 mai : Caroline Muller, résistante française fondatrice d'une filière d'évasion aidant les prisonniers de guerre (PG) français, les Alsaciens réfractaires à l'incorporation de force, à s'évader (°30 novembre 1907).
- 26 mai : Francis Carco,écrivain, poète, journaliste et auteur de chansons français d'origine corse (° 3 juillet 1886).
- 29 mai : Juan Ramon Jimenez, poète espagnol (° 24 décembre 1881).
- 30 mai : Lala Sukuna, homme politique fidjien (° 22 avril 1888).
- ? mai : Louis Riou, peintre français (° 19 novembre 1893).

### Juin
- 3 juin : Marceau Pivert, socialiste français (° 2 octobre 1895).
- 9 juin : Robert Donat, acteur britannique (° 18 mars 1905).
- 12 juin : Emily Wynne, artiste textile irlandaise et romancière (° 1872).
- 16 juin :
  - Jorge Lacerda, homme politique brésilien (° 20 octobre 1914).
  - Leoberto Laus Leal, avocat et homme politique brésilien (° 4 juillet 1912).
  - Imre Nagy, homme politique hongrois (° 7 juin 1896).
- 21 juin : Eduard Erdmann, compositeur germano-balte (° 5 mars 1896).
- 23 juin : Armas Järnefelt, compositeur et chef d'orchestre finlandais (° 14 août 1869).
- 26 juin :
  - Maurice de La Fuye, historien français (° 20 janvier 1886).
  - Mario Pérouse, peintre français (° 18 mai 1880).

### Juillet
- 3 juillet : Maurice Bardonneau, coureur cycliste français (° 22 mai 1885).
- 5 juillet : Vilhelm Wolfhagen, footballeur international danois (° 11 novembre 1889).
- 6 juillet : Georges Gobo, peintre, illustrateur, lithographe et graveur français (° 19 juin 1876).
- 8 juillet : Lucien Mainssieux, peintre, critique musical et graveur français (° 4 août 1885).
- 9 juillet : Pearl Sindelar, actrice américaine (° 5 février 1887).
- 12 juillet : Gudmund Schütte, philologue et historien danois (° 17 janvier 1872).
- 26 juillet : Fernand Augereau, coureur cycliste français (° 23 novembre 1882).
- 30 juillet : Valdemārs Tone, peintre letton (° 28 mars 1892).

### Août
- 3 août : Peter Collins, pilote automobile britannique (° 6 novembre 1931).
- 12 août : André Bauchant, peintre français (° 24 avril 1873).
- 14 août : Frédéric Joliot-Curie, physicien français, prix Nobel de chimie en 1935 (° 19 mars 1900).
- 16 août : Hans Holmen, peintre et sculpteur norvégien (° 8 janvier 1878).
- 17 août : Florent Schmitt, compositeur français (° 28 septembre 1870).
- 18 août : Henri Farman, aviateur français, constructeur d'avions et d'automobiles et coureur cycliste (° 26 mai 1874).
- 20 août : Marie Bedot-Diodati, peintre et bijoutière suisse (° 10 juin 1866).
- 21 août : Domingo Dominguín (Domingo González Mateos), matador espagnol (° 4 août 1895).
- 22 août : Roger Martin du Gard, écrivain français, prix Nobel de littérature 1937 (° 23 mars 1881).
- 24 août : Paul Henry, artiste et peintre irlandais (° 11 avril 1876).
- 26 août : Ralph Vaughan Williams, compositeur britannique (° 12 octobre 1872).
- 27 août : Ernest Orlando Lawrence, physicien américain, prix Nobel de physique en 1939 (° 8 août 1901).
- 31 août :
  - Wanda Hanke, ethnologue autrichienne (° 9 décembre 1893).
  - Gayne Whitman, acteur américain (° 19 mars 1890).

### Septembre
- 1er septembre : Karl Wittig, coureur cycliste allemand (° 11 novembre 1890).
- 3 septembre : Emmanuel Fougerat, peintre, conservateur de musée et historien d'art français (° 25 décembre 1869).
- 5 septembre : Jeanne Darlays, cantatrice (° 2 mai 1874).
- 7 septembre : Daniel Ouezzin Coulibaly, homme politique voltaïque (° 1er juillet 1909).
- 9 septembre : Giovanni Micheletto, coureur cycliste italien (° 22 janvier 1889).
- 13 septembre : Russell Mockridge, coureur cycliste australien (° 18 juillet 1928).
- 18 septembre : Olaf Gulbransson, peintre, dessinateur, graphiste et caricaturiste norvégien (° 26 mai 1873).
- 28 septembre : Vassili Bakcheïev, peintre et enseignant russe puis soviétique (° 24 décembre 1862).
- 29 septembre : Aarre Merikanto, compositeur et pédagogue finlandais (° 29 juin 1893).

### Octobre
- 1er octobre : Robert Falk, peintre russe puis soviétique (° 27 octobre 1886).
- 7 octobre : « Saleri II » (Julián Sainz Martínez), matador espagnol (° 19 juin 1891).
- 8 octobre : Frank Kramer, coureur cycliste américain (° 15 septembre 1880).
- 9 octobre :
  - Yves-Edgar Muller d'Escars, peintre français (° 22 décembre 1876).
  - Pie XII, pape italien (° 2 mars 1876).
- 11 octobre :
  - Osvaldo Licini, peintre italien  (° 22 mars 1894).
  - Maurice de Vlaminck, peintre français (° 4 avril 1876).
- 12 octobre : Fernand Pinal, peintre et graveur (eau-forte et gravure sur bois) français (° 13 décembre 1881).
- 13 octobre :
  - Serge Férat, peintre et décorateur russe et français (° 28 mai 1881).
  - Friedrich Kühne, acteur austro-allemand (° 24 avril 1870).
- 19 octobre : Ferruccio Baruffi, peintre italien (° 23 mai 1889).
- 20 octobre : Carli Elinor, acteur et compositeur américain (° 21 septembre 1890).
- 25 octobre : Lionello Balestrieri, peintre italien (° 12 septembre 1872).
- 31 octobre : Nikolaï Korjenevski, explorateur, géomorphologue et glaciologue soviétique (° 18 février 1879).

### Novembre
- 1er novembre : Maria Jarema, peintre, sculptrice et scénographe polonaise (° 24 novembre 1908).
- 3 novembre : Markus Feldmann, conseiller fédéral suisse (° 21 mai 1897).
- 11 novembre :
  - André Bazin, critique et théoricien de cinéma français (° 18 avril 1918).
  - Horace Richebé, peintre français (° 28 novembre 1871).
- 12 novembre : Henri Hoevenaers, coureur cycliste belge (° 1er mai 1902).
- 13 novembre : Bart van der Leck, peintre néerlandais (° 26 novembre 1876).
- 15 novembre : Tyrone Power, acteur américain (° 5 mai 1914).
- 16 novembre :
  - Ferdinand Desnos, peintre naïf autodidacte français (° 29 juillet 1901).
  - Ronald Squire, acteur anglais (° 25 mars 1886).
- 18 novembre :
  - Paul Mascart, peintre français de l'École de Rouen (° 18 avril 1874).
  - Shōhachi Kimura, peintre, critique d’art et essayiste japonais (° 21 août 1893).
- 26 novembre : Marius de Buzon, peintre français (° 18 septembre 1879).
- 27 novembre : Jeanne Demons, actrice canadienne (° 18 janvier 1886).
- 30 novembre : Joseph-Jean Heintz, évêque catholique français (° 29 janvier 1886).

### Décembre
- 1er décembre :
  - Ferdiš Duša, peintre, graveur sur bois et céramiste austro-hongrois puis tchécoslovaque (° 13 janvier 1888).
  - Elizabeth Peratrovich, militante des droits civiques américaine (° 4 juillet 1911).
- 2 décembre : Jan Kok, footballeur international néerlandais (° 9 juillet 1889).
- 7 décembre : Hans Reichel, peintre allemand naturalisé français (° 9 août 1892).
- 11 décembre : Paul Bazelaire, violoncelliste français (° 4 mars 1886).
- 15 décembre : Wolfgang Pauli, physicien autrichien (° 25 avril 1900).
- 18 décembre : Felipe Maeztu, officier français de la Légion étrangère (° 13 septembre 1905).
- 21 décembre : H. B. Warner, acteur britannique (° 26 octobre 1875).
- 22 décembre : Jackie Clark, coureur cycliste australien naturalisé américain (° 1er mars 1888).
- 23 décembre : Dorothy Macardle, écrivaine irlandaise (° 7 mars 1889).
- 28 décembre :
  - Georges Petit, sculpteur belge (° 14 mars 1879).
  - Marek Szwarc, peintre et sculpteur polonais d'origine juive (° 9 mai 1892).
- 30 décembre : Léopold Pascal, peintre et dessinateur autodidacte français (° 8 juillet 1900).
- 31 décembre : 
  - Albert-Georges Bessé, graveur et peintre français (° 1er mai 1871).
  - Francis Jourdain, peintre, designer et dessinateur français (° 2 novembre 1876).
  - Gudrun Ruud, zoologiste norvégienne (° 14 avril 1882).

### Date précise inconnue
- Marcel Amiguet, peintre et graveur suisse (° 1891).
- Pierre-Laurent Baeschlin, peintre figuratif français (° 23 septembre 1886).
- Wacyf Boutros-Ghali, écrivain, diplomate et homme d'État égyptien (° 1878).
- Florentin Chauvet, peintre et sculpteur français (° 4 mars 1878).
- Camille Gabriel Schlumberger, peintre et un décorateur français (° 11 novembre 1864).
- Gabriel Sue, peintre français (° 1er juin 1867).